# Nyújtott exponenciális függvény
A nyújtott exponenciális függvény az exponenciális függvény kiegészítése egy járulékos paraméterrel, ahol a kiterjesztő paraméter, a β:
{\displaystyle \varphi (t)=e^{-\left({t/\tau _{K}}\right)^{\beta }}}.
A legtöbb alkalmazásban a t argumentumnak csak 0 és +∞ között van értelme.
β=1 esetén a standard exponenciális függvényt kapjuk.
0 és 1 közötti β értékeknél, a φ(t) - log(t) görbe megnyúlik, kiterjed, innen kapta a nevét.
Az összenyomott exponenciális függvény (β>1 esetén) kisebb gyakorlati jelentőséggel bír, egy nevezetes kivétel  a β=2, mely a normál eloszlás.
Matematikában a nyújtott exponenciális függvény, a komplementer kumulatív Weibull-eloszlásként ismert.
Továbbmenve, a nyújtott exponenciális függvény, a szimmetrikus alfa-stabil Lévy-eloszlás karakterisztikus függvénye.
Fizikában a nyújtott exponenciális függvényt gyakran használják rendezetlen rendszerek relaxációjának fenomenológiai leírására.
Ezt először Rudolf Kohlrausch vezette be 1854-ben, amikor leírta a kondenzátor kisülését. és ezért ezt Kohlrausch-függvénynek is hívják.
1970-ben G. Williams és D.C. Watts a nyújtott exponenciális függvény Fourier-transzformációját alkalmazta a polimerek dielektromos elemzésénél.
Ebben a kontextusban a nyújtott exponenciális, vagy annak Fourier transzformáltját Kohlrausch–Williams–Watts-függvénynek (KWW) is hívják.

## Eloszlás függvény
A fizika néhány területén a nyújtott exponenciális függvény alkalmazása gyakran indokolt, mint például az egyszerű exponenciális bomlás lineáris szuperpozíciója.
Ez igényli a relaxációs idők nem triviális eloszlását, ρ(u), melynek definíciója:
{\displaystyle e^{-t^{\beta }}=\int _{0}^{\infty }du\,\rho (u)\,e^{-t/u}}.
az eloszlás:
{\displaystyle G=u\rho (u)\,}
A p  a következő kifejezésből számítható: :
{\displaystyle \rho (u)=-{1 \over {\pi u}}\sum \limits _{k=0}^{\infty }{{(-1)^{k}} \over {k!}}\sin(\pi \beta k)\Gamma (\beta k+1)u^{\beta k}}
A következő két ábra hasonló eredményeket mutat, mind lineáris, mind logaritmikus megjelenítésben.
A görbék a Dirac-delta-függvényhez konvergálnak, melynek u=1-nél van maximum, ahogy a β tart az 1-hez, megfelelve az egyszerű, vagy standard exponenciális függvénynek.

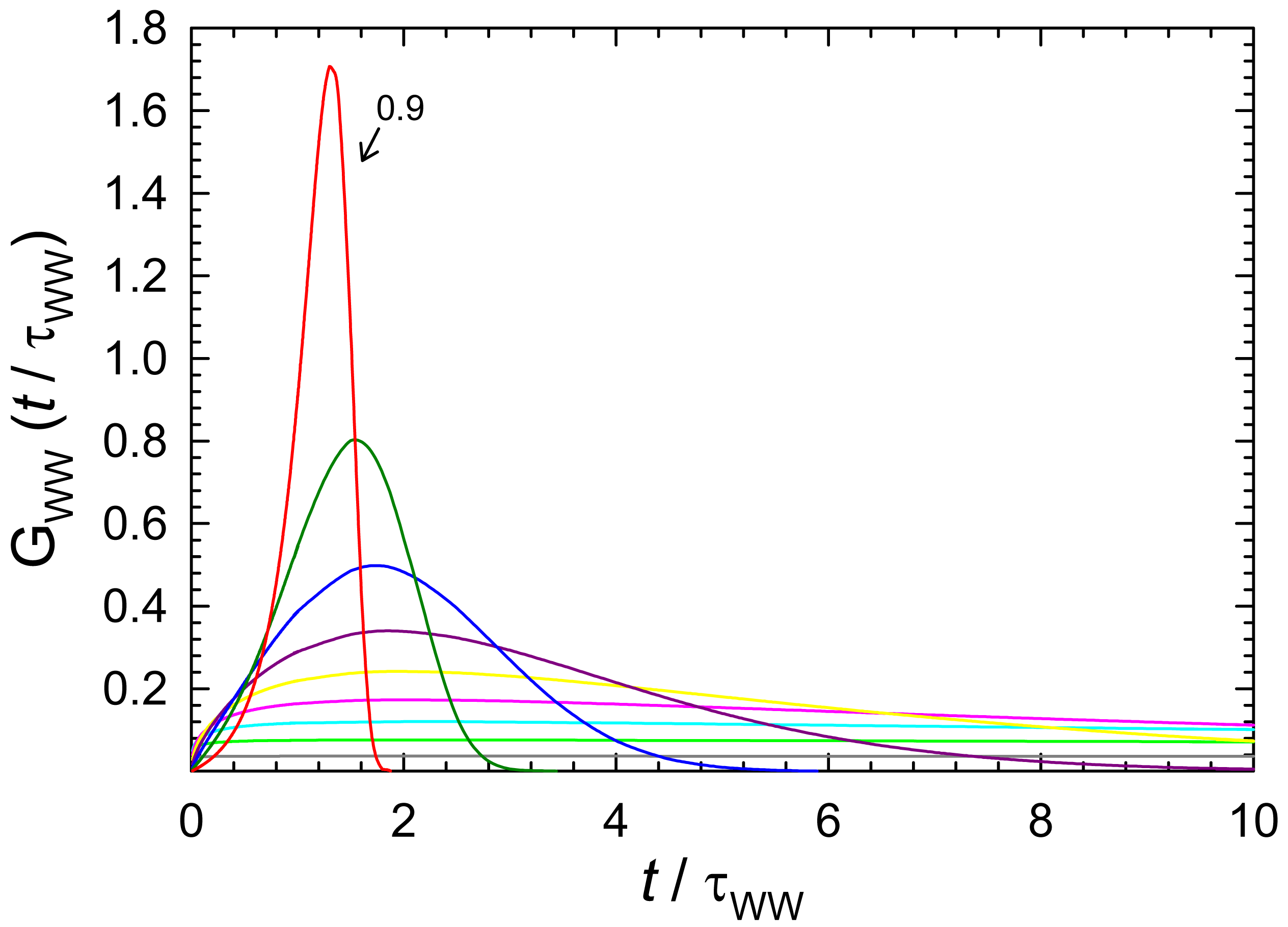
A nyújtott exponenciális függvény lineáris megjelenítése

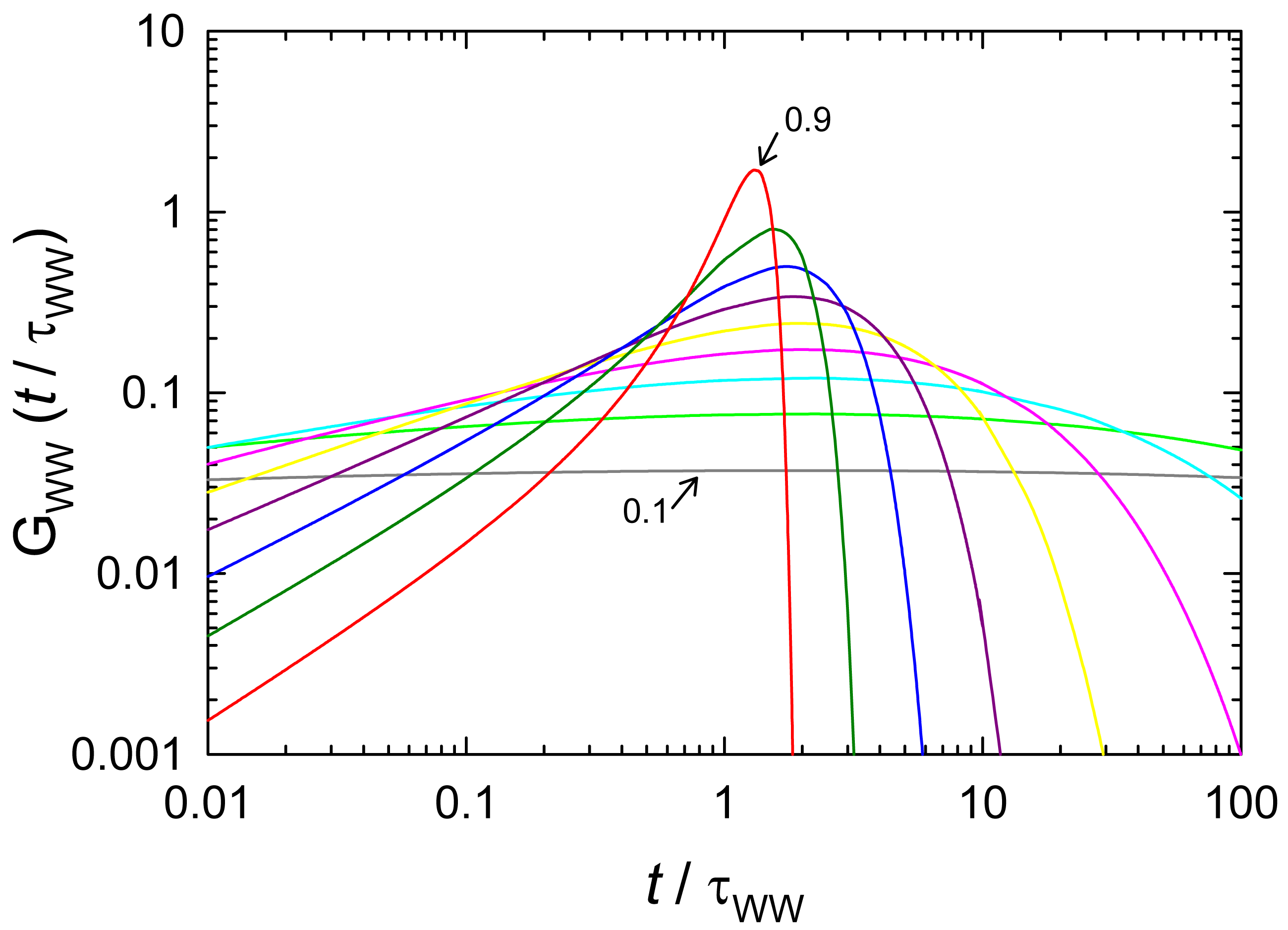
A nyújtott exponenciális függvény logaritmikus megjelenítése

## Átlagos relaxációs idő
A φ(t) görbe alatti területe értelmezhető az átlagos (középérték) relaxációs időnek:
{\displaystyle \langle \tau \rangle \equiv \int _{0}^{\infty }dt\,e^{-\left({t/\tau _{K}}\right)^{\beta }}={\tau _{K} \over \beta }\Gamma ({1 \over \beta })} 
ahol {\displaystyle \Gamma } a gamma-függvény.
Az exponenciális bomláshoz {\displaystyle \langle \tau \rangle =\tau _{K}}

## Magasabb momentumok
A nyújtott exponenciális függvény magasabb momentumai :
{\displaystyle \langle \tau ^{n}\rangle \equiv \int _{0}^{\infty }dt\,t^{n-1}\,e^{-\left({t/\tau _{K}}\right)^{\beta }}={{\tau _{K}}^{n} \over \beta }\Gamma ({n \over \beta })}.
Ez szorosan kapcsolódik az egyszerű exponenciális relaxációs idők momentumaihoz:
{\displaystyle \langle \tau ^{n}\rangle =\Gamma (n)\int _{0}^{\infty }d\tau \,t^{n}\,\rho (\tau )}.
Az egyszerű exponenciális relaxációs idők első logaritmikus momentum:
{\displaystyle \langle \ln \tau \rangle =\left(1-{1 \over \beta }\right){\rm {Eu}}+\ln \tau _{K}}
ahol Eu az Euler állandó, azaz az Euler-féle szám 

## Fourier Transzformáció
A spektroszkópia eredményeinek, vagy a rugalmatlan szórás leírásához, a nyújtott exponenciális függvény szinusz - vagy koszinusz Fourier transzformációjára van szükség.
Ezt numerikus integrálással vagy sorozatokkal lehet kiszámítani. .
A sorozatok alkalmazásának speciális esete a Fox-Wright függvény.
Gyakorlati okokból, a Fourier transzformációt a Havriliak-Negami függvénnyel lehet közelíteni.

## Történelem és további alkalmazások
A nyújtott exponenciális függvényt Rudolf Kohlrausch német fizikus vezette be 1854-ben, amikor  leírást készített a kondenzátor kisüléséről, dielektrikumnak üveget használt.
A következő dokumentált felhasználás Friedrich Kohlrauschtól származik, aki a torziós relaxációt írta le. Friedrich Kohlrausch, Rudolf Kohlrausch fia volt.
A. Werner 1907-ben a komplex lumineszcens lebomlás leírására használta a nyújtott exponenciális függvényt.
1949-ben Theodor Förster a fluoreszkálás bomlási törvényénél alkalmazta.
A fizikában a Naprendszer kis sugárzó testei távolodási sebességének leírására is alkalmazzák a nyújtott exponenciális függvényt, 
valamint diffúzió-súlyozott MRI jeleknél, az agyban.